# Microdytes maculatus
Microdytes maculatus (лат.) — вид жуков-плавунцов рода Microdytes из подсемейства Hydroporinae (Dytiscidae). Длина около 2 мм. Южная и Юго-Восточная Азия.

## Распространение
Встречаются в Южной и Юго-Восточной Азии: в Индии, Таиланде, Южных Андаманских островах, Шри-Ланке, Китае, Лаосе и Мьянме.

## Описание
Жуки мелких размеров; длина около 2 мм (1,6—1,9 мм). Тело продолговато-овальное, слегка ромбовидное и умеренно выпуклое. Голова рыжевато-коричневая. Клипеус не окаймлен. Голова мелко, редко и относительно регулярно пунктирована. Антенны желтоватые, умеренно длинные и тонкие. Пронотум рыжевато-коричневая и тонко окаймлён, боковой край регулярно закруглён. Пронотальные пунктиуры регулярные, редкие и умеренно сильные на диске. Грубые точки расположены вдоль заднего края. Надкрылья буроватые, с отчётливой поперечной полосой на основании. Имеется треугольное вершинное пятно и небольшое круглое постмедианное пятно, расположенное около шва. Пунктура надкрылий довольно мелкая и регулярная, умеренно плотная. Эпиплевры, проторакс, метакоксы медиально и брюшко на вентральной стороне коричневые. Остальная часть брюшка буроватая. Метастернум умеренно сильно и нерегулярно пунктирован. Брюшко без пунктировки.